# Avenue Jean-Chaubet
L'avenue Jean-Chaubet (en occitan : avenguda Joan Chaubet) est une voie publique de Toulouse, chef-lieu de la région Occitanie, dans le Midi de la France.

## Situation et accès

### Description
L'avenue Jean-Chaubet est une voie publique. Elle traverse le quartier de Guilheméry, puis marque la limite entre les quartiers de Soupetard et du Château-de-l'Hers.
Elle correspond à une partie de la route départementale 50 qui va de Sabonnères, à la limite du Gers, à Toulouse, au rond-point de Lardenne en passant par Plaisance-du-Touch, puis de Toulouse à Drémil-Lafage, où elle rejoint la route départementale 826. Depuis 2017, la gestion de la route, entièrement située sur le territoire de Toulouse Métropole, a été transférée à la métropole et elle est devenue la route métropolitaine 50.
La chaussée compte une seule voie de circulation automobile dans chaque sens.

### Voies rencontrées
L'avenue Jean-Chaubet rencontre les voies suivantes, dans l'ordre des numéros croissants (« g » indique que la rue se situe à gauche, « d » à droite) :
1. Avenue Camille-Pujol (g)
2. Avenue de Castres (d)
3. Rue Ferdinand-Bebel (g)
4. Chemin des Fontanelles (d)
5. Rue Pierre-Loti (g)
6. Rue du Télégraphe (d)
7. Rue d'Assalit (g)
8. Rue Aufréry (d)
9. Rue Marcel-et-Jane-Dieulafoy (d)
10. Impasse du Vol-à-Voile (d)
11. Rue Monié (g)
12. Rue Frayssinet (g)
13. Avenue Jacques-Chirac
14. Rue François-Oulié (g)
15. Rue des Éparges (d)
16. Place de Navarre (g)
17. Avenue de la Gloire (g)
18. Rue de l'Ayga (d)
19. Chemin du Château-de-l'Hers (d)
20. Rue de l'Aérostation (g)
21. Impasse Jean-Chaubet (d)
22. Rue Louis-Plana (g)
23. Autoroute A61 (périphérique de Toulouse) - Échangeur no 16
24. Avenue des Aérostiers - Balma

### Transports
L'avenue Jean-Chaubet est partiellement desservie par les transports en commun Tisséo. Dans sa première partie, elle se trouve à proximité de l'avenue Camille-Pujol et de l'avenue de Castres, parcourues par la ligne L1 du Linéo. Au croisement de l'avenue Jacques-Chirac se trouvent les arrêts des lignes de bus 233751. Entre l'avenue de la Gloire et la rue Louis-Plana, l'avenue Jean-Chaubet est également desservie par la ligne de bus 19. L'avenue se trouve en revanche relativement éloignée des stations de métro.
L'avenue Jean-Chaubet est équipée, à ses deux extrémités, de stations de vélos en libre-service VélôToulouse : la station no 182 (avenue Jean-Chaubet/impasse Jean-Chaubet) et la station no 213 (129 avenue de Castres). Cette dernière, située sur les pentes de la butte du Calvinet, est depuis 2017 considérée comme une station Bonus, permettant de cumuler du temps supplémentaire pour les abonnés qui y ramènent leur vélo.

## Odonymie

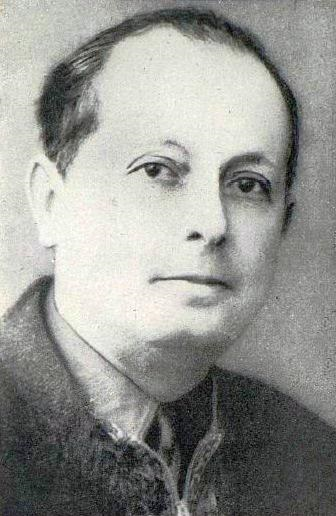
Jean Chaubet (Bulletin municipal, 1944, bibliothèque municipale).

Le nom de l'avenue rend hommage à Jean Chaubet (1900-1944). Instituteur à l'école de Bonhoure (actuelle école Jean-Chaubet, no 112 avenue Camille-Pujol), socialiste et franc-maçon, il est révoqué en 1940 par le régime de Vichy. Il entre dans la Résistance et participe à la formation du groupe Froment, puis fait partie du service de renseignements Carton, animé par Louis Pélissier. Il devient chef du groupe Franc-Tireur pour la Haute-Garonne et prend part au maquis de Saint-Lys. Il est tué le 12 juin 1944 lors des combats qui opposent les maquisards aux forces allemandes.
Au XVIIe siècle, la première partie de l'avenue était connue comme le chemin de la Croix-du-Désespéré, du nom d'une croix qui se trouvait au carrefour de la route de Castres (actuelle avenue de Castres). La deuxième partie de l'avenue, à partir du carrefour de l'avenue de la Gloire, se confondait avec le chemin de Balma – actuelles rues Labéda, de la Colombette et avenue de la Gloire. Le creusement du canal du Midi en 1674, qui coupait en deux le chemin de Balma, favorisa le développement d'un nouveau tracé par le chemin de la Croix-du-Désespéré, qui devint donc la nouvelle route de Balma. La route conserva ce nom jusqu'au 30 novembre 1945, date à laquelle elle fut renommée en l'honneur de Jean Chaubet, par décision du conseil municipal dirigé par un autre résistant, Raymond Badiou.

## Histoire
En octobre 1943, la Gestapo, à la recherche d'Alexandre Vacharsky, membre du réseau Béryl, et ne le trouvant pas à son domicile, au 116 route de Balma, arrête son épouse et sa fille de 18 mois : Alexandre Vacharsky ayant proposé de se rendre en échange de leur libération, ils sont finalement tous déportés – la fille et la mère meurent gazées le 23 novembre 1943.

## Patrimoine et lieux d'intérêt

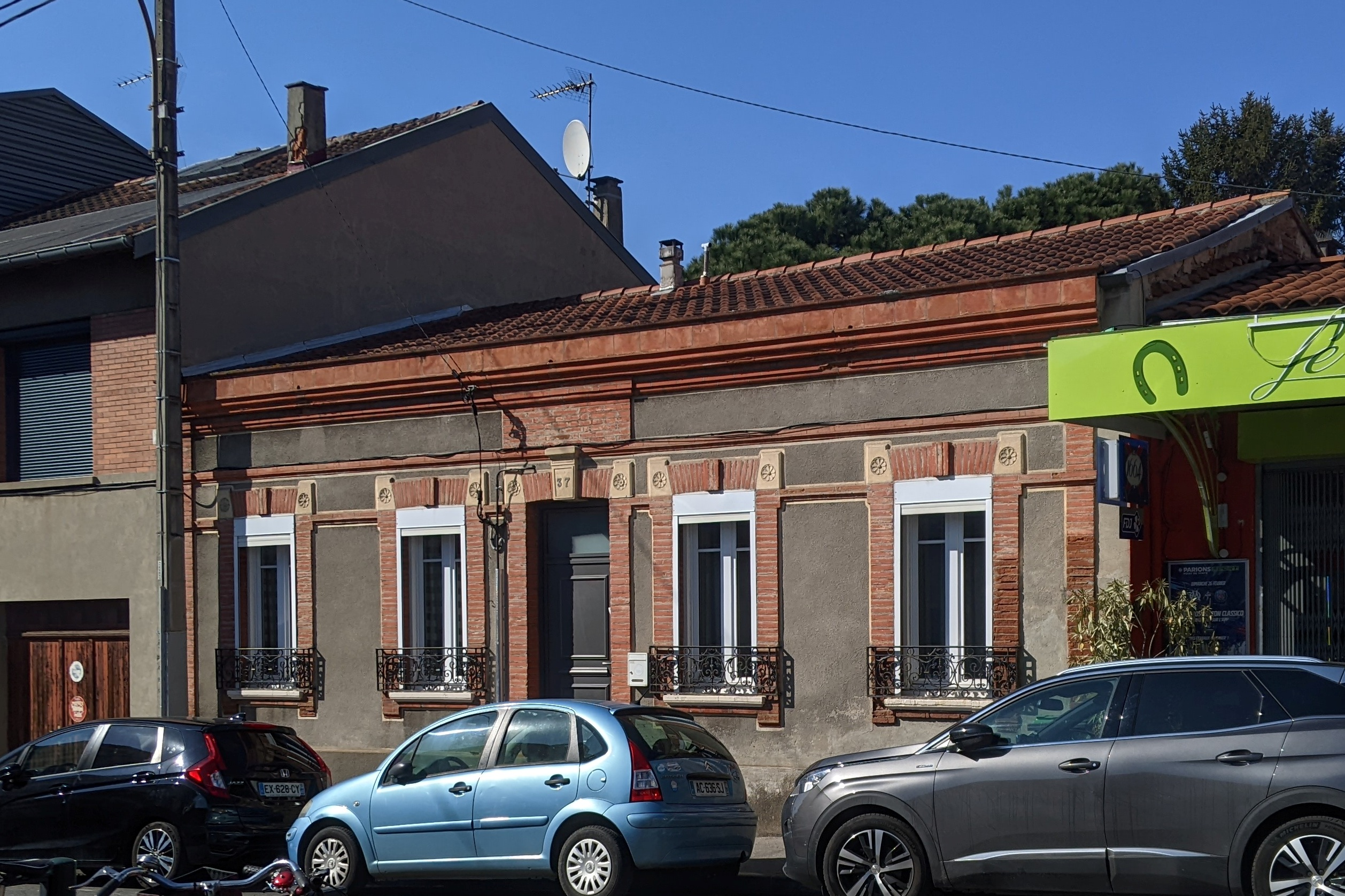
no 37 : maison toulousaine.

- no  37 : maison toulousaine.
La maison toulousaine est construite dans la deuxième moitié du XIXe siècle. La façade sur l'avenue se distingue par la qualité de son décor. Elle s'élève sur deux niveaux séparés par un cordon. Au rez-de-chaussée, les fenêtres et la porte ont des chambranles soulignés par des agrafes et des crossettes, dont les coins en pierre sont sculptés de rosettes. Les fenêtres ont également des garde-corps en fonte. L'élévation est couronnée par une corniche moulurée[7].

- no  51 : maison (deuxième moitié du XIXe siècle)[8].
- no  59 : maison (premier quart du XIXe siècle)[9].
- no  66 : maison (deuxième quart du XXe siècle)[10].
- no  68 : maison (deuxième moitié du XXe siècle)[11].
- no  159 : maison (premier quart du XXe siècle)[12].
- no  169 : maison (deuxième quart du XXe siècle)[13].